# 인지디스플레이
인지디스플레이(Inzi Display)는 대한민국의 디스플레이 부품 제조 기업이다.

## 역사 및 현황
1992년 3월 17일 (주)세종으로 설립되어 1995년 3월 (주)중앙정밀과 합병한 후, 1999년 12월 코스닥 시장에 상장하였다.
2002년 12월 상호명을 (주)인지디스플레이 로 변경 후 동종업게 1위 자리를 지켜오면서 삼성전자의 핵심 1차 협력사로 성장해 오고 있다.